# Pesthidegkút-Ófalu
Pesthidegkút-Ófalu az 1950-ben Budapesthez csatolt Pesthidegkút község történelmi településmagja, ma Budapest egyik városrésze a II. kerületben.

## Határai
Budapest határa a Hidegkúti úttól - Kulcs utca és meghosszabbított vonala -  Hideg utca - Nóra utca - Paprikás-patak – Hidegkúti út Budapest határáig.

## Története
A középkori Gercse helyén, illetve attól nyugatra német telepesek alapították a 18. század elején Kaltenbrunnen (Hidegkút) települést. Az első két telepes család még 1697 nyarán érkezett, 1700-ban már hét család élt itt. A telepesek Németország és Ausztria több területéről érkeztek, de a legtöbben közülük a Fekete-erdőt tartják őshazájuknak. Az első települési szerződés 1711-ben született a földesúr és a lakosok között, egyházjogilag 1736. október 22-én lett Hidegkút önálló egyházközség (addig Solymár filiája volt). Nevét Pest-Pilis-Solt-Kiskun vármegye után kapta, megkülönböztetendő a Veszprém vármegyei Hidegkúttól, majd Budapesthez csatolása után megmaradt a városrész neve. A 19. század végén és a 20. század első felében a község területén nagy kiterjedésű kertvárosi telepek jöttek létre, jellegzetes elővárosi településsé téve Pesthidegkutat, azonban az eredeti településmag jórészt megőrizte falusias karakterét és idővel Ófalunak kezdték nevezni (1930 körül már használatban volt ez az elnevezés).
Hidegkút lakosságának 1900-ban még több mint 88%-a volt német nemzetiségű, 1910-ben már csak 77%, újabb tíz évvel később pedig már csak 57% volt ez az arány, holott a németek lélekszáma nőtt, de még nagyobb arányban növekedett az ide költöző magyar és más nemzetiségűek száma. 1930-ban a lélekszám mintegy 20%-a volt német nemzetiségű (1130 fő vallotta magát német anyanyelvűnek), 1945-46-ban pedig számszerűen 1489 élt Hidegkúton. Közülük 1946. május 7–8-án 1321 főt telepítettek ki Németországba, főleg Mosbach körzetébe. Az időközben Budapesthez csatolt városrész német jellege jelentősen eltompult, a korábban jó karban tartott hidegkúti parasztportákat több helyen teljesen átépítették, másutt pedig – főleg a Temető utcai hídtól nyugatra eső területeken nagyon erősen lelakták, hagyták lepusztulni új tulajdonosaik.

## Látnivalók
- Római katolikus templom (Templom utca) – 1736-ban épült, feltehetőleg korábbi alapokon. Az egyhajós épület külső felépítésében román stílusú, belső jellege barokkos; főoltára és szószéke 1760-ból való.
- Klebelsberg Kultúrkúria (Hidegkúti út – Templom utca kereszteződésénél) – a mai Kultúrkúria alapjául szolgáló régi épületegyüttes a községi közigazgatás egyik legtöbbet látott része: 1890 előtt jegyzői hivatal volt itt, szolgált iskolaként és óvodaként is. A rendezvényközpont udvarán állították fel 2009. június 21-én Klebelsberg Kuno szobrát, Buza Barna alkotását.

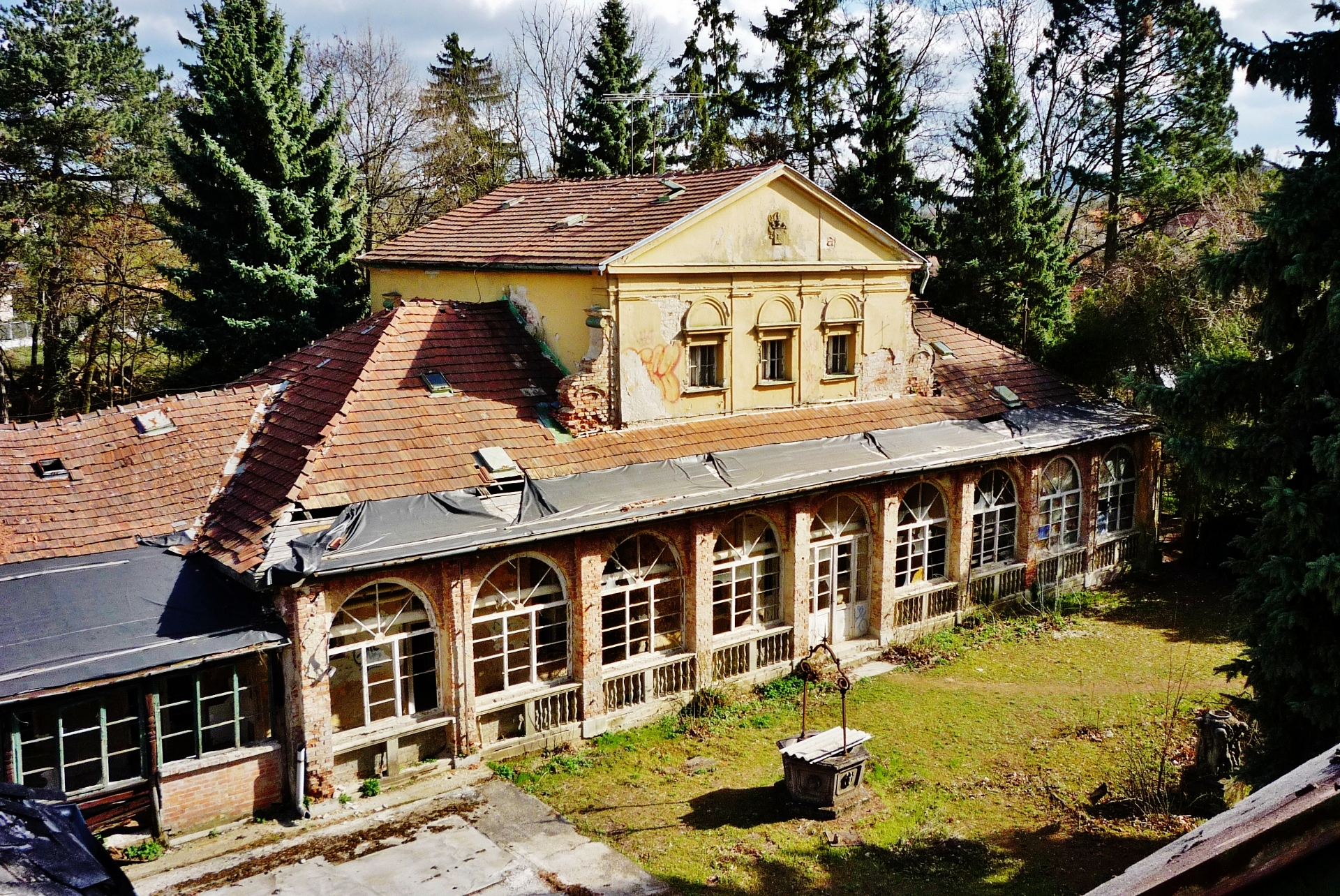
A 2015-ben felújított Klebelsberg-kastély a rekonstrukció előtt

- Gr. Klebelsberg Kuno nyári rezidenciája (Templom utca) – egykor a földbirtokos udvarháza állt itt, az épületegyüttest az 1920-as években vette meg Klebelsberg Kunó, és kastéllyá alakította az épületegyüttest, megőrizve illetve parkká formálva az eredeti zöld területet is. A világháború után volt itt pártközpont, kultúrház, üdülő is, de az állapota az ezredforduló körüli évekre rendkívüli módon leromlott. 2015-ben a kastélyt felújították és 2017-ben nyitották meg. A kulturális örökség bemutatásán túl szállodai szolgáltatásokat is biztosít a nagyközönségnek.[3]
- Első és második világháborús hősök emlékműve (templom előtt) – Gách István alkotása, eredetileg 1925-ben avatták fel a 67 hidegkúti első világháborús áldozat emlékére, amit az 1945 utáni vandál kártételeket követően 1990-ben állítottak helyre, illetve egészítettek ki a 118 második világháborús áldozat neveivel.
- Régi községháza (Hidegkúti út 216., a Máriaremetei út lámpás betorkollásával szemben) – a 19. század utolsó éveitől 1934-ig volt a községháza ebben a ma már nagyon megviselt állapotú épületben. 1848-ban Görgey Artúr is megszállt itt, melynek emlékét a 80. évfordulótól (1928-tól) 1994-ig emléktábla is őrizte itt. Az emléktáblát, az épület állagának rohamos romlása miatt a templom falára helyezték át.
- Váry–Szabó kúria (Váry köz 7-9.) – négy dór oszlopos, középrizalitos, klasszicista stílusú épület, amely 1830 körül épülhetett. Eredetileg a Jankovich-család birtoka volt, később került a Váry–Szabó-család tulajdonába. A ház előtt látható, két oroszlánalakból és egy Ámon-fejből álló szoboregyüttes egy, a kertből kiásott római sírkő oromdísze lehetett, amely szakemberek szerint a 2. század második feléből származó, minőségi munka. Ma a Polgári Művelődésért Oktatási-, Kulturális és Tudományos Alapítvány tulajdonában és üzemeltetésében áll az épület. Jelenleg felújítás alatt áll, az átadást követően kulturális és alapítvány központ lesz.
- Klebelsberg Kastély A pesthidegkúti Klebelsberg Kastélyt gr. Klebelsberg Kuno és felesége Botka Sarolta építette. Szeretett otthonukat férje tragikus halálát követően alig egy nap alatt kellett elhagynia Botka Saroltának. A híres és értékes könyvtárat teherautóra dobálták és elvitték. Ezt követően hányatatott sors és elhanyagoltság várt az épületre. 2017-ben Varga Mihály országgyűlési képviselő, miniszter közbenjárásával megújulhatott az épület. Ma a Polgári Művelődésért Oktatási-, Kulturális és Tudományos Alapítvány tulajdonában és üzemeltetésében áll az épület. Szállodai funkciója mellett színvonalas kulturális és diplomáciai rendezvények helyszíne.

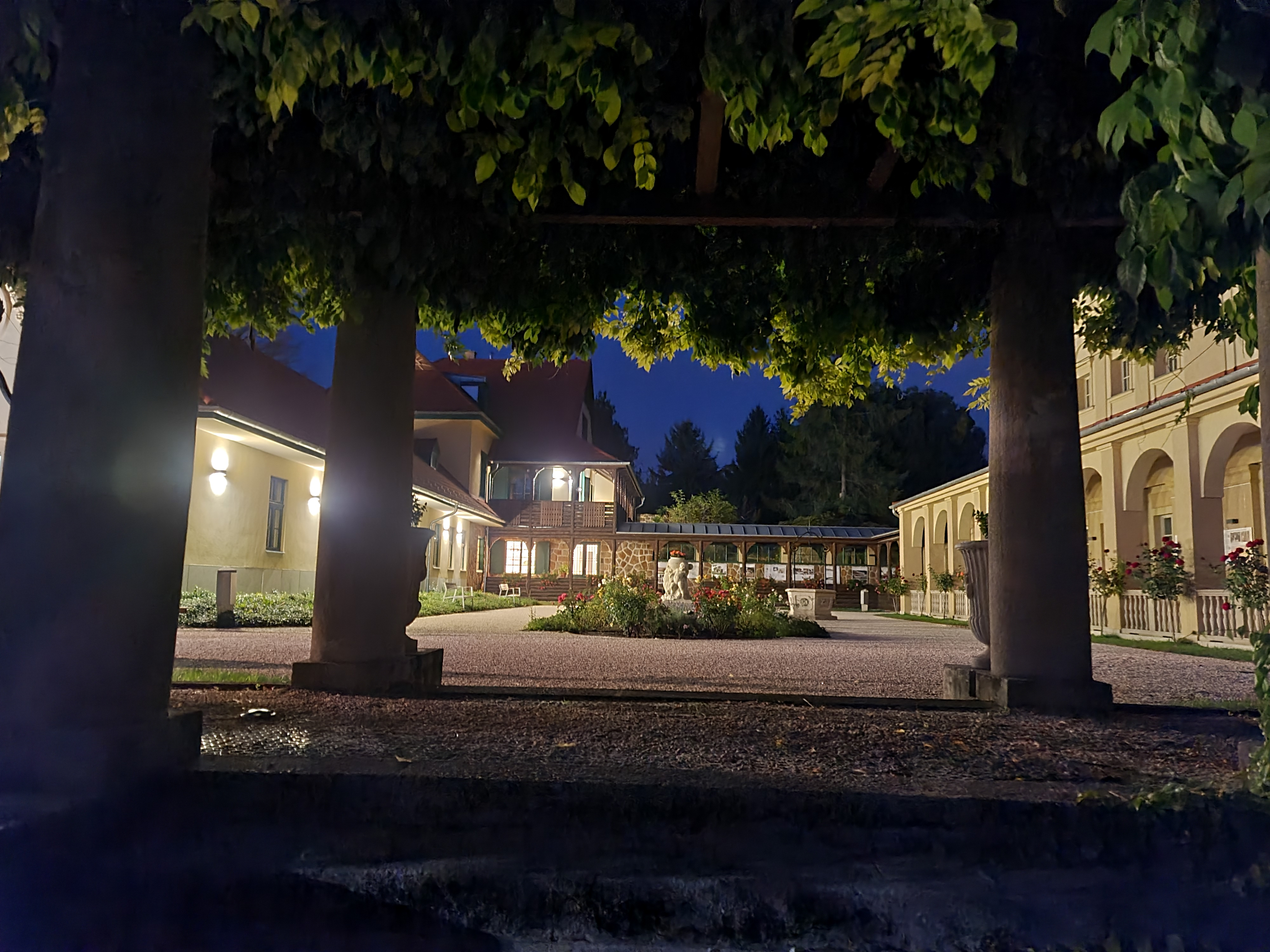
A 2017-ben átadott Klebelsberg Kastély a felújítás után (www.klebelsbergkastelybudapest.hu).

- A 2017-ben átadott Klebelsberg Kastély a felújítás után ( www.klebelsbergkastelybudapest.hu ). Steinbach-villa (Nóra utca) – a 19-20. század fordulóján épült, akkor nagyon korszerű technikai megoldásokkal. Az eredetileg egy család lakhatását biztosító villába a második világháború után öt családot költöztettek be.
- Forgách-(Walla-)kúria – a 19. század derekán elterjedt földesúri-középnemesi építkezési stílus jellegzetes képviselője. Az 1830-as években épülhetett, klasszicista stílusban, valószínűleg a Forgách grófok egyikének megrendelésére. A második világháború óta az állapota nagyjából folyamatosan romlik.
- Lázár-kúria – Pesthidegkút legöregebb kőépítésű lakóháza. Alapjai feltehetőleg a törökök kiűzése előtti korból származnak, Buda felszabadítása után Kurz báró, hidegkúti földesúr feltehetőleg saját céljára, vagy a gazdaságát irányító főintéző számára építette újjá. Az épület egy időben a vámház szerepét is betöltötte.
- Védett hársfa – a Gazda és a Nóra utcák kereszteződésénél.
- Német Közösségi és Tájház  (Gazda utca 20.) - A Pesthidegkúti Német Nemzetiségi Alapítvány működteti.
- Noob Aladár kovácsmester egykori kovácsműhelye (a Hűvösvölgyből kifelé tartó kék buszok Templom utcai megállóhelyénél) – az épület az egyik utolsó épített emléke volt a helyi paraszti–iparos hagyományoknak, mert mint klasszikus kivitelű kovácsműhely, érte meg még a rendszerváltás körüli éveket is. Azóta – több funkcióváltás után – már csak nyomokban emlékeztet az épület az egykori kinézetére.
- Mosbach park – Pesthidegkút-Ófalu egykori, még a 20. század elején kiürített temetője helyén létesített park, a Templom köz és a Patakhegyi utca közötti terület egy sávjában.